# Huddersfield Town Association Football Club
L'Huddersfield Town Football Club, meglio noto come Huddersfield Town, è una società calcistica inglese con sede nella città di Huddersfield, nello West Yorkshire. Milita in League One, terza divisione del calcio inglese.
L'Huddersfield divenne il primo club inglese a vincere tre titoli nazionali consecutivi (dal 1924 al 1926), impresa riuscita solo a tre altri club. I primi due titoli furono vinti sotto la guida di Herbert Chapman, che nel 1922 portò l'Huddersfield anche alla vittoria della FA Cup. Alla fine degli anni '50 la squadra fu allenata da Bill Shankly e comprendeva Denis Law e Ray Wilson. La retrocessione dalla First Division, la massima serie inglese, subita nel 1972 inaugurò un periodo di 45 anni in cui la squadra non riuscì mai a tornare nella divisione di vertice, fino al 2017, anno a partire dal quale ha vissuto un biennio in Premier League.

## Storia
Fondata nel 1908, la squadra fu ammessa alla Football League nel 1910, venendo tuttavia liquidata nel 1912 e rifondata solo nel 1919, grazie all'azionariato popolare. Sorprendentemente l'anno successivo arrivò a disputare la finale di FA Cup, persa contro l'Aston Villa e ottenne la promozione in First Division, la massima serie inglese.
Sotto la guida di Herbert Chapman e del successore Cecil Potter, negli anni venti diventò la prima squadra inglese a vincere tre titoli consecutivi fra il 1924 e il 1926 (record uguagliato solo da altre tre squadre fino ad oggi). Nel frattempo nel 1921-1922 l'Huddersfield vinse la Coppa d'Inghilterra per la prima volta nella sua storia, per poi aggiudicarsi anche la Supercoppa d'Inghilterra. Retrocesso per la prima volta nel 1952, rimase in Second Division per una stagione e poi fino al 1956 rimase in massima serie, raggiungendo nel contempo per quattro volte la finale di FA Cup (senza vincerla). Il periodo di soddisfazioni proseguì anche negli anni '30, con un seguito popolare sempre crescente: il 27 febbraio 1932 ben 67 037 spettatori accorsero a Leeds Road per assistere alla partita del sesto turno di FA Cup contro l'Arsenal.
Dopo la seconda guerra mondiale il club visse una fase di progressivo declino, perdendo nel 1952 il posto il First Division. Tornata subito in massima serie, retrocesse nuovamente tre stagioni dopo. Prima della stagione 1969-1970 adottò il soprannome di The Terriers. Dopo una quindicina di campionati fra i cadetti, proprio nel 1969-1970 tornò al vertice, vincendo il campionato di Second Division. Rimase in massima divisione per un biennio prima di sprofondare rapidamente in Fourth Division nel 1975, rimanendovi fino al 1980.
La squadra militò al massimo in seconda divisione negli anni ottanta e fra il 1995 e il 2001. Nel novembre 1987, nel mezzo di un periodo di crisi nera per la squadra, subì la sconfitta più pesante della sua storia (10-1 contro il Manchester City). Passato in amministrazione controllata a causa di una complicata situazione economica, nell'estate del 2003 la squadra passò nelle mani del nuovo proprietario Ken Davy, uscendo dalla crisi. Nel 2010-2011 la squadra fece parlare di sé stabilendo una striscia di 43 partite di fila senza sconfitte in terza serie, seconda solo a quella stabilita dall'Arsenal in Premier League qualche anno prima (49 partite consecutive senza sconfitte nel 2003-2004).
Nel 2011-2012 la squadra ottenne la promozione in seconda serie battendo per 8-7 ai rigori lo Sheffield Utd nella finale dei play-off di League One. A trasformare il rigore decisivo fu il portiere Alex Smithies. Nella stagione 2016-2017, sotto la guida del tedesco David Wagner, in carica dal novembre 2015 e primo straniero a guidare il club, l'Huddersfield ottenne la promozione in massima serie, tornandovi dopo 45 anni, grazie al successo a Wembley contro il Reading per 4-3 dopo i tiri di rigore nella finale dei play-off, dopo il quinto posto conseguito in campionato.
La stagione del ritorno nella massima serie cominciò nel migliore dei modi, con la squadra che si issò financo in vetta alla classifica alla terza giornata, con 7 punti ottenuti; il campionato 2017-2018 fu poi chiuso in 16ª posizione, con quattro punti di vantaggio sulla zona retrocessione, e i Terriers si presero la soddisfazione di vincere per 1-0 in casa contro il più quotato Manchester Utd (21 ottobre), nonché di costringere al pareggio il Manchester City, che avrebbe proprio in quella partita celebrato la vittoria del titolo. La stagione seguente, invece, vide l'Huddersfield ottenere solo due vittorie nelle prime ventidue giornate e retrocedere in Championship con sei giornate d'anticipo: a nulla valse l'avvicendamento tra Wagner e Jan Siewert; il bilancio finale fu di appena 16 punti (terzo peggior risultato di sempre per un club di Premier League), quota che condannò i Terriers all'ultimo posto in classifica.
La stagione 2019-2020 si rivelò anonima, col club che, sotto la guida di Danny Cowley, terminò al 18º posto, evitando la seconda retrocessione consecutiva solo nelle ultime giornate. Sulla stessa falsariga si svolse l'annata successiva, conclusa con la salvezza al ventesimo posto della graduatoria. Nell'annata 2021-2022 la squadra si piazzò, invece, terza, ed ebbe accesso ai play-off, dove eliminò il Luton Town in semifinale, per poi essere sconfitta in finale a Wembley dal Nottingham Forest.

## Colori e simboli

### Colori sociali
I primi cinque anni della storia del club furono animati da un dibattito circa i colori sociali da adottare. Le proposte andavano dal salmone al bianco, dal blu al bianco con bordatura blu. Nel 1913 la scelta ricadde sul blu e sul bianco.
Il simbolo del club si ispira al gonfalone della città di Huddersfield: vi compaiono anche due rose bianche dello Yorkshire e Castle Hill.
L'Huddersfield continuò ad adottare le strisce bianche e blu fino al 1966, quando il tecnico scozzese Tom Johnston introdusse divise completamente blu. Il successivo stemma fece la propria comparsa solo nella stagione 1966-1977, quando sulle maglie completamente blu fu introdotta la scritta "HTFC".
Nel 1969-1970 la squadra adottò il soprannome di The Terriers; contestualmente tornarono le strisce bianche e blu e fu introdotto un terrier, nuova mascotte del club, seduto sulla cima dello scudo, con la scritta "The Terriers".
Dopo la caduta in Fourth Division, l'Huddersfield Town decise di riadottare le divise completamente blu nel 1975, con il ritorno di Tom Johnston. Stavolta la nuova divisa rimase in uso solo per due anni: nel 1977-1978 furono reintrodotte le divise a strisce bianche e blu in uso ancora oggi. Il terrier rosso ricomparve sulla divisa nel 1978-1979.

### Stemma
Nel 1980 il club riadottò lo stemma ispirato al gonfalone cittadino, in uso tuttora. Si tratta sia del logo che compare sulle maglie, che del logo del club.
Nel 2000 l'Huddersfield Town scelse un design circolare per lo stemma, ma il cambiamento non incontrò mai il favore del pubblico, dato che, con l'insediamento della nuova dirigenza, lasciò presto spazio alla forma araldica tradizionale. Un piccolo ma significativo restyling ebbe luogo nel febbraio 2005: fu rimossa la scritta "A.F.C.", lasciando solo "Huddersfield Town". La dirigenza spiegò che il cambio era dovuto all'esigenza di facilitare la produzione del merchandise e renderlo più appetibile e di facile identificazione.
Nel 2017-2018, prima annata del club in massima serie dopo 45 anni, la squadra adottò come logo un terrier in sostituzione dello storico stemma sulle maglie.

## Strutture
Dal 1908 fino al 1994 le partite casalinghe dell'Huddersfield sono state ospitate dal Leeds Road Stadium. Il 30 aprile 1994 la squadra ha disputato l'ultima partita nel vecchio impianto, sostituito per la stagione 1994-95 dal nuovo Kirklees Stadium (ufficialmente denominato John Smith's Stadium, per ragioni di sponsorizzazione), condiviso con la locale squadra di Rugby, la cui capienza attuale è di 24.121 spettatori.

## Palmarès

### Competizioni nazionali
- Coppa d'Inghilterra: 1

1921-1922
- Community Shield: 1

1922
- Campionato inglese: 3

1923-1924, 1924-1925, 1925-1926
- Campionato inglese di seconda divisione: 1

1969-1970
- Campionato inglese di quarta divisione: 1

1979-1980

## Statistiche e record

### Partecipazione ai campionati
Alla stagione 2025-2026 l'Huddersfield Town ha ottenuto le seguenti partecipazioni ai campionati nazionali inglesi:
| Livello | Categoria                    | Partecipazioni | Debutto   | Ultima stagione | Totale |
| ------- | ---------------------------- | -------------- | --------- | --------------- | ------ |
| 1º      | First Division               | 30             | 1920-1921 | 1971-1972       | 32     |
| 1º      | Premier League               | 2              | 2017-2018 | 2018-2019       | 32     |
| 2º      | Second Division              | 27             | 1910-1911 | 1987-1988       | 43     |
| 2º      | First Division               | 6              | 1995-1996 | 2000-2001       | 43     |
| 2º      | Football League Championship | 10             | 2012-2013 | 2023-2024       | 43     |
| 3º      | Third Division               | 9              | 1973-1974 | 1991-1992       | 23     |
| 3º      | Second Division              | 5              | 1992-1993 | 2002-2003       | 23     |
| 3º      | Football League One          | 9              | 2004-2005 | 2025-2026       | 23     |
| 4º      | Fourth Division              | 5              | 1975-1976 | 1979-1980       | 6      |
| 4º      | Third Division               | 1              | 2003-2004 | 2003-2004       | 6      |

## Organico

### Rosa 2024-2025
Rosa e numeri come da sito ufficiale. 
| N. |                             | Ruolo | Calciatore      |
| -- | --------------------------- | ----- | --------------- |
| 1  | Inghilterra (bandiera)      | P     | Lee Nicholls    |
| 2  | Inghilterra (bandiera)      | C     | Lasse Sørensen  |
| 3  | Inghilterra (bandiera)      | D     | Josh Ruffels    |
| 4  | Inghilterra (bandiera)      | D     | Matty Pearson   |
| 5  | Polonia (bandiera)          | D     | Michał Helik    |
| 6  | Inghilterra (bandiera)      | C     | Jonathan Hogg   |
| 7  | Irlanda del Nord (bandiera) | A     | Callum Marshall |
| 8  | Inghilterra (bandiera)      | C     | Ben Wiles       |
| 10 | Inghilterra (bandiera)      | C     | Josh Koroma     |
| 11 | Inghilterra (bandiera)      | A     | Rhys Healey     |
| 12 | Galles (bandiera)           | P     | Chris Maxwell   |
| 13 | Australia (bandiera)        | P     | Jacob Chapman   |
| 14 | Galles (bandiera)           | C     | Sorba Thomas    |
| 15 | Inghilterra (bandiera)      | D     | Jaheim Headley  |
| 16 | Inghilterra (bandiera)      | C     | Tom Edwards     |

| N. |                             | Ruolo | Calciatore      |
| -- | --------------------------- | ----- | --------------- |
| 17 | Irlanda del Nord (bandiera) | D     | Brodie Spencer  |
| 18 | Inghilterra (bandiera)      | C     | David Kasumu    |
| 19 | Inghilterra (bandiera)      | A     | Freddie Ladapo  |
| 20 | Inghilterra (bandiera)      | D     | Oliver Turton   |
| 22 | Inghilterra (bandiera)      | A     | Kian Harratt    |
| 23 | Paesi Bassi (bandiera)      | D     | Nigel Lonwijk   |
| 25 | Inghilterra (bandiera)      | A     | Danny Ward      |
| 26 | Galles (bandiera)           | A     | Patrick Jones   |
| 27 | Inghilterra (bandiera)      | A     | Kyle Hudlin     |
| 30 | Inghilterra (bandiera)      | D     | Ben Jackson     |
| 31 | Australia (bandiera)        | P     | Jacob Chapman   |
| 32 | Inghilterra (bandiera)      | D     | Tom Lees        |
| 41 | Irlanda (bandiera)          | C     | Joe Hodge       |
|    | Serbia (bandiera)           | A     | Bojan Radulović |